# DOA (영화)
《DOA》는 2006년 공개된 영화이다.

## 출연

### 주연
- 제이미 프레슬리 - 티나
- 홀리 밸런스 - 크리스틴

### 조연
- 사라 카터 - 헬레나
- 데본 아오키 - 카스미
- 에릭 로버츠 - 도노반
- 매튜 마스든 - 맥스
- 브라이언 화이트
- 추조룡 - 하야테
- 고스기 다케시 - 류

## 제작진
- Line PD: 셜리 데이비스
- 공동제작: 마크 곳월드
- 공동제작: 페기 리
- 의상: 프랭크 헬머
- 배역: 로빈 레이

## 한국어 더빙 성우진(MBC) (2008년 2월 7일)
- 윤성혜 - 티나 암스트롱(제이미 프레슬리)
- 조현정 - 크리스틴 앨런(홀리 밸런스)
- 채의진 - 헬레나 더글라스(사라 카터)
- 김지영 - 카스미(데본 아오키)
- 송준석 - 도노반(에릭 로버츠)
- 김호성 - 하야테(추조룡)
- 김기철 - 웨더비(스티브 하우이)
- 이상범 - 티나의 아버지(케빈 내쉬)
- 문남숙 - 아야네(나타시아 말테)
- 방성준 - 류 하야부사(고스기 다케시)
- 류승곤 - 맥스(매슈 마즈든)

## 같이 보기
- 비디오 게임을 원작으로 한 영화 목록